# Michał Danilczuk
Michał Danilczuk (ur. 14 lutego 1992 w Białymstoku) – polski tancerz i instruktor tańca reprezentujący najwyższą międzynarodową klasę taneczną „S” w tańcach latynoamerykańskich.

## Życiorys
Ma brata, Pawła, który jest właścicielem firmy sprzedającej urządzenia klimatyzacyjne. Treningi tańca rozpoczął w wieku siedmiu lat. W latach 2005–2007 tańczył z Adrianną Rogowską, następnie trenował z Natalią Tyszko, z którą w 2010 dotarł do finału mistrzostw Polski w stylu latynoamerykańskim w kategorii młodzieżowej. Następnie tańczył z Aleksandrą Konstantinovą (w latach 2010–2011), Anną Jackowską (2011) i Natalią Głębocką (2012–2013). W 2013 zaczął tańczyć z Jowitą Przystał, z którą występował w teleturnieju Jaka to melodia? w TVP1, w latach 2015–2019 należał do trupy tanecznej Burn the Floor i występował na luksusowych wycieczkowcach, a w 2020 zwyciężył w drugiej edycji programu rozrywkowego The Greatest Dancer w BBC One. W Londynie otworzył szkołę tańca „Michael Dance Studio” z filiami w dzielnicach Ealing i Wembley.
Jesienią 2015 wziął udział w jednym z odcinków programu kulinarnego Ugotowani w TVN. Jesienią 2021 był jednym z choreografów pracujących przy 19. edycji programu Strictly Come Dancing w BBC. Jesienią 2022 zadebiutował w charakterze instruktora tańca w programie rozrywkowym Dancing with the Stars. Taniec z gwiazdami w telewizji Polsat; partnerował: fotomodelowi Jackowi Jelonkowi, influencerce Julii „Maffashion” Kuczyńskiej i piosenkarce Majce Jeżowskiej. Wiosną 2023 w parze z prezenterką telewizyjną Suzanne Jackson został finalistą szóstej edycji irlandzkiej wersji programu Dancing with the Stars w RTÉ One. W 2023 i 2024 wziął udział w programie Ninja Warrior Polska w Polsacie. W grudniu 2024 został ogłoszony jednym z jurorów 10. edycji programu You Can Dance – Po prostu tańcz! w TVN.